# Riesenburg (Adelsgeschlecht)

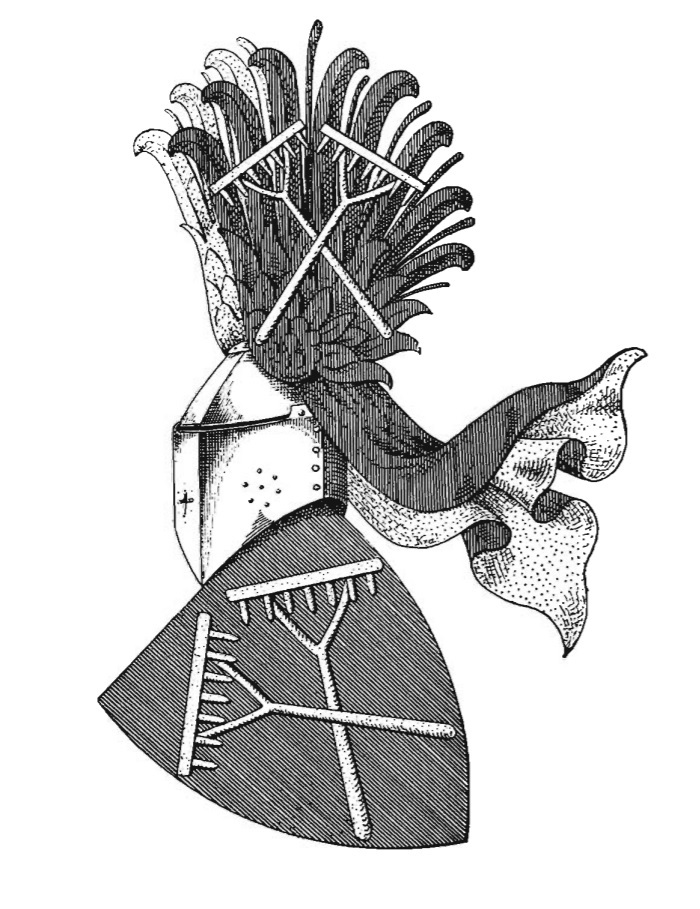
Stammwappen derer von Riesenburg

Die Osek und Riesenburg (tschechisch Páni z Rýzmburka) waren ein altes böhmisches Adelsgeschlecht mit Wurzeln in Nordböhmen.

## Herkunft
Sagenhafter Ahnherr des Geschlechts war nach den alten böhmischen Chroniken ein Wssebor (Všebor), dessen Sohn Kojata (I.), Gaugraf im Biliner Kreis in Nordwestböhmen urkundlich erwähnt wird.
Ein Nachkomme mit dem Namenszusatz „Hrabische“ (alttschechisch hrabie, der Rechen, also der kleine Rechen genannt) ist urkundlich im Jahr 1103 als Ratgeber des Herzog Bořivoj von Böhmen nachweisbar und gilt als Stammvater der sogenannten Hrabišici nach dem Rechen im Wappen.
Die gesicherte Stammfolge beginnt mit
- Kojata (II.), aus einem Ast des Geschlechts der Hrabischitz, freier Grundherr im Biliner Kreis, und
- Heralt, genannt Hrabisse, der im Jahr 1158 auf einem Italienzug bei Mailand fiel.

Slaccko von Riesenburg (Slauko der Große), († 1226 in Ossegg), Gründer des Klosters Osek (Ossegg) bei Bilin, nannte sich auch nach der benachbarten Burg Riesenburg im Erzgebirge.

## Wappen
„Geviert. 1 und 4 in Grün ein roter Löwe; 2 und 3 in Gold ein pfahlweise hochgestellter roter Rechen. Auf dem Helm mit rechts schwarz-golden und links rot-goldenen Decken ein schwarzer Hut mit ebensolchen Hahnenfedern besteckt. Schildhalter: zwei einen roten Rechen tragende goldene nach vorn blickende Löwinnen.“

## Stamm
Die von Osek und Riesenburg sind stammesverwandt mit dem Geschlecht der Hrobschitzky von Hrobschitz vom Stammhaus Hrobschitz (Hrobčice bei Bilina), deren Wappenbild mit dem rechenartig verschlungenen Schlangen das ursprünglichere zu sein scheint und sich in der darstellenden Interpretation veränderten Zeiten angepasst hat.

## Abgrenzung zu Raschin von Riesenburg
In Böhmen gab es mit den Rittern und Freiherren Raschin von Riesenburg ein weiteres Geschlecht des Uradels, dessen Stammwappen in Blau einen goldenen Steigbügel zeigt, als Kleinod fünf Pfauenfedern, dessen Decken blau-golden waren. Sie stammen von der namensgebenden Riesenburg Burg Rýzmburk in Ostböhmen, heute eine Ruine in einem Ortsteil der Gemeinde Schernau (Žernov u České Skalice) bei Nachod, deren Ortswappen mit dem Steigbügel an sie erinnert. Ein Zweig derer von Riesenburg in Ostböhmen war 1348 auch auf der Burg Wrzesstiow (Velký Vřešťov, Bürglitz bei Königgrätz) ansässig, der den Namen Wrzesstiowsky von Riesenburg (Vřešťovští z Rýzmburka) führte und dessen bekanntester Angehöriger der Hussitenführer Alesch Wrzesstiowsky von Riesenburg (* um 1380, † 4. Juni 1442) war. Die von Riesenburg in Ostböhmen sind im Namensträgerstamm Ende des 18. Jahrhunderts erloschen.
Die Osek und Riesenburg und die Raschin von Riesenburg waren zwei unterschiedliche Familien, die kein gemeinsames Wappen hatten, aber den Namen von Riesenburg nach zwei Burgen dieses Namens, einer im Erzgebirge in Westböhmen und einer im Tal der Aupa (Úpa) in Ostböhmen, führten.
Älter und angesehener waren die Osek und Riesenburg, die mit Boreš (lateinisch Borso, Verkleinerungsform von Bořivoj) im Jahr 1192 Mitbegründer des Klosters Ossegg waren. Er verstarb im Jahre 1226. Sein Sohn Slawek, genannt Slawebor (der Jüngere) Hrabisch, nach 1209 verstorben, war der Stammvater der im ritterlichen Vladikenstand verbliebenen Geschlechter der Hagek von Pertolticz, von Popowicz und von Tesmicz, die im Kaurimer Kreis (Kouřim) in Böhmen ansässig waren und alle um die Mitte des 15. Jahrhunderts erloschen.

## Familiengeschichte der Osek und Riesenburg
Die Herren Osek von Riesenburg gehörten im 14. Jahrhundert zu den vermögendsten und angesehensten Familien, jedoch ohne großes politisches Gewicht. Vergleicht man die Aktivitäten der Hrabischitzer am königlichen Hof mit den gesellschaftlichen Aufgaben des Geschlechts nach 1278, fällt auf, dass lediglich Boresch III. 1293 Mitglied des Landgerichts war. Zwei Generationen werden als Mitglieder des königlichen Hofes überhaupt nicht erwähnt. Darunter litt auch das Vermögen des Familienclans. Er verlor in den 1280er Jahren endgültig Ungarisch Brod und Mährisch Trübau. Diese verpfändete König Johann von Luxemburg 1327 als Anzahlung der Mitgift seiner Verwandten Agnes von Blankenheim an Heinrich von Leipa. Sayda gehörte abwechselnd den Markgrafen von Meißen und der böhmischen Krone. Zentraler Verwaltungssitz der Familie war die Stadt Ossegg in Nordböhmen.
Vor 1323 kam es zu gravierenden Veränderungen. In einem Schreiben vom gleichen Jahr bestätigte Johann von Luxemburg dem Kloster Osek, dass seine Vermögenswerte und Rechte erhalten blieben. Das bedeutete, dass zu diesem Zeitpunkt die Burg nicht mehr in den Händen der Riesenburger, sondern ein königliches Lehen war. Was ihnen als Eigentum blieb, waren Ländereien in der Region Luditz. Allerdings unterhielten sie weiter enge Kontakte zu ihren Nachbarn in der Mark Meißen, mit denen sie auch verwandtschaftliche Verhältnisse verbanden.
Nach 1330 verkauften sie weitere Ländereien. Vermutlich brauchten sie flüssige Mittel, um in den aufblühenden Bergbau zu investieren. In den 1340er Jahren gingen sie noch sparsamer mit ihren Finanzen um. Die ehemals großen Wohltäter der Kirche setzten nun in solchen Fällen detaillierte Verträge auf. Gleichzeitig ist es ihnen gelungen, einen Modus Vivendi zum König zu finden. Dies führte sie jedoch nicht zurück ins öffentliche Leben. 1341 hielten sie noch Ossegg, Dux, Petschau, Buchau und Luditz.
Mitte des 14. Jahrhunderts, nach 100 Jahren Abstinenz von der politischen Bühne, nahmen die Riesenburger mit Boresch V. als Berater des Königs und Träger wichtiger Funktionen wieder an wichtigen politischen Entscheidungen teil. Daneben verlagerten und vermehrten Boresch V. und sein Bruder Slauko V. das Familienvermögen. Sie teilten sich größtenteils die Ländereien jeweils zur Hälfte. Sie versuchten damit, auch nach ihrem Tod, eine weitere Teilung oder Verkauf der Höfe zu verhindern. Aus finanziellen Gründen, einer sich Ende des 14. Jahrhunderts immer weiter verschlechternden wirtschaftlichen Lage und politischer Unstabilität, aber auch wegen Unstimmigkeiten unter den Nachkommen ging ihr Wunsch nicht in Erfüllung.
Anfang des 15. Jahrhunderts nahm der Aufstieg ein Ende. Die Riesenburger zogen sich nach Westböhmen zurück, wo sie anfangs noch sechs Burgen, sieben Städte und Städtchen und etwa dreißig Siedlungen als Einkommensbasis hielten. In Nordböhmen verschuldeten sich Boresch VII. und Boresch XI. bei den Juden Oberlin und Aser in Brüx (Most) derart, dass Kojata IV. von Hrabischitz und Riesenburg später Ländereien und Siedlungen verkaufen musste, um die Kredite zurückzahlen zu können. Grund für die Verschuldung war vermutlich der schleppende Absatz der Bergbauprodukte.
Im Jahr 1406 und in der Zeit danach nahmen die Riesenburger in Westböhmen an Raubzügen und Überfällen auf Kaufleute oder königliche Gütern bis über die Grenzen zum benachbarten Nordgau in Bayern teil, zu dieser Zeit nichts Ungewöhnliches beim Lebenserwerb des verarmten Adels. Was man heute als Raubzüge von Raubrittern betrachtet, könnte zum Teil schon der Beginn der Glaubenskriege mit den Hussiten gewesen sein. König Wenzel IV. ließ die Burg Pfraumberg der Lichtenburger im Siedlungsgebiet der Choden belagern, demütigte die Familie, enteignete ihre Besitzungen und ließ dreißig Räuber in Prag hängen. Die Auflehnung gegen König Wenzel IV. brachte das bedeutende Geschlecht sehr weit herab. Wilhelm Boresch kämpfte, nachdem er 1419 Ledenicz verkauft hatte, in der Schlacht bei Lipan im Jahr 1434 verarmt im Fußvolk des Heeres der Herrenstandsliga. Nach unbekannter Quelle hinterließ dieser Wilhelm Boresch von Riesenburg, auch „Hrabie“ genannt, einen Sohn, dessen Nachkommen heute noch in Österreich leben sollen. Das Geschlecht derer von Osek und Riesenburg, immer wieder wegen Auseinandersetzungen um Ländereien vor Gericht zitiert, verarmte, blieb aber Mitglied des Herrenstandes, u. a. mit dem Recht auf Rotwachsfreiheit, und erlosch im 16. Jahrhundert nach dem Tod des kinderlosen Johann Boresch II. von Riesenburg im Namensträgerstamm.

## Genealogie
- Boresch II. von Riesenburg († 1278), Höchster Marschall, und Höchster Kämmerer
  - Slauko IV., nachgewiesen von 1264 bis 1272
  - Bohuslav II. († 1279), nachgewiesen von 1277 bis 1279, verheiratet mit Agathe von Schönburg († vor 1282)
    - Boresch III. von Ossegg und Riesenburg († vor 1312), nachgewiesen von 1291 bis 1307
      - Bohuslav III., nachgewiesen von 1314 bis 1328
      - Boresch IV. († vor 1349), nachgewiesen von 1320 bis 1322 und 1333 bis 1346
        - Boresch V. der Ältere († 1385), Landesrichter, Hauptmann der böhmischen Pfalz nachgewiesen 1330, von 1360 bis 1378, verheiratet mit Sophie
          - Boresch VII. der Ältere (auch senior, der elter)(† vor 1414), nachgewiesen von 1371 bis 1412, verheiratet mit Elisabeth von Landstein (Eliška z Landštejna)
            - Johann Boresch I., nachgewiesen 1414, 1428[4]
            - Wilhelm Boresch I., nachgewiesen 1418, 1419[5]

          - Boresch IX. der Jüngere († 1403), nachgewiesen von 1387 bis 1403, Mitglied des Hofgerichts, verheiratet mit Anna von Colditz (Anna z Koldic)
            - Boresch XIII., nachgewiesen 1406
            - Boresch XIV., nachgewiesen 1406 bis 1434
              - Boresch XV., nachgewiesen 1434, 1437 bis 1456, verheiratet mit Barbara von Lichtenburg
                - Racek, nachgewiesen 1437[6]
                  - Racek, nachgewiesen 1437[7]

                - Boresch XVI., nachgewiesen 1468

          - Boresch XI. der Jüngste (auch der iungeste), nachgewiesen von 1393 bis 1406
          - Boresch XII., Komtur der Johanniter in Manetin pilgerte 1383 nach Rhodos (Nachkommenschaft ungewiss)

        - Slauko V., nachgewiesen 1333 bis 1385
          - Boresch VIII. ze Štědré, nachgewiesen von 1371 bis 1397, verheiratet mit Agnes oder Anna von Schwarzenburg
          - Boresch X. Hraba, nachgewiesen von 1384 bis 1418
          - Bohuslav IV. († 1397), nachgewiesen 1392

        - Boresch VI. der Jüngere († vor 1353), verheiratet mit Katharina

## Persönlichkeiten

### Bohuslav II. von Osek und Riesenburg, † 1280
Bohuslaw II., Freiherr von Osek und Riesenburg († 1280) war der jüngere Sohn des Boresch II. von Riesenburg (auch: Boress Freiherr von Osek und Riesenburg), († 1278 oder 1279), ansässig auf Elbkosteletz in Böhmen und Besitzer von Landgütern im Kreis Mährisch-Trübau, die er dem Augustiner-Kloster Mariakron und dem Kloster Velehrad in Mähren schenkte. Er war Hofmarschall des Königs Wenzel I. von Böhmen, dann 1252 Oberstkämmerer, 1255 königlich böhmischer Feldhauptmann in Preußen, kämpfte 1260 in der Schlacht bei Kressenbrunn gegen die Ungarn.
Bohuslaw II. war Mitglied des böhmischen Herrenstandes und mit Agathe von Schumberg aus dem Hause derer von Schönberg aus Sachsen, einer Tochter von Friedrich dem Älteren von Schumberg aus dem Hause von Schönberg, Besitzer der böhmischen Kronlehen Glauchau und ab 1306 Gaugraf in  Kaaden (Kadaň) im Kaadener Kreis in Nordwestböhmen, verehelicht.
Obwohl der römisch-deutsche König Rudolf von Habsburg ihm nach dem Tod seines Vaters im Jahr 1278 Unterstützung zugesagt hatte, beeindruckte dies den böhmischen König Ottokar wenig. Dieser ließ kurz danach Ländereien des Riesenburgers vor allem in der Gegend von Ungarisch Brod konfiszieren. Kurz darauf fiel Ottokar Přemysl und sein Nachfolger stellte die Beschlagnahmung ein. Nach dem Tod Bohuslaws wurde Friedrich von Schumberg zum Vormund seiner Kinder bestimmt.
Bohuslaw II. hatte den Sohn Bohuslav, genannt Boresch (III.) (lateinisch Borso), * um 1270, der von seinem Onkel Friedrich der Jüngere von Schumberg, Herr auf Ossegg, auf Buchau im Bezirk Luditz und auf Kostenblatt und Ledwicz in Böhmen erzogen wurde und ein berühmter Turnierreiter war. Der deutsche Minnesänger Ulrich von Eschenbach widmete ihm das elfte Buch seiner Alexandreis. Der Name seiner Ehefrau ist nicht bekannt. Er verstarb im Jahr 1341. Sein Sohn Bohuslav, genannt Boresch IV., † 1385, Herr auf Ossegg-Dux, Petschau (im Karlsbader) und Luditz im Saazer Kreis, wo er besonders den Bergbau förderte, war Besitzer der Burg und Herrschaft Königswart (Kungeswart) im Planer Bezirk und von Untersandau, wo er um 1374 die Burg Borschengrün (Burg Boršengrýn) gründete, die sein Sohn Boresch der Ältere (* um 1340) im Jahr 1392 zusammen mit Königswart verkaufte. Der Vater, Bohuslaw II., war 1360 Landrichter, 1368 königlich böhmischer Landvogt in Bayern und 1371–1378 Burggraf zu Eger (Cheb). Der jüngere Sohn Boresch, genannt der Jüngere (* um 1350, † 1403) verkaufte 1398 Ossegg und Dux und verpfändete die Herrschaft Glatzeberg (Lisník) an den Markgrafen von Meißen.

### Borso von Riesenburg (1364–1369)
Er war im böhmischen Zisterzienserkloster Ossegg (Kloster Osek) Professmönch und erlangte 1364 im Zisterzienser-Kloster Leubus in Niederschlesien die Abtwürde mittels päpstlicher Provision. Er stammte aus dem alten Geschlecht der Riesenburger (Hrabischitzer) in Nordwestböhmen. Verwandte von ihm hatten ebenfalls in Schlesien Besitztümer, darunter ein Borso und ein Nikolaus Altarist, die Domherren in Breslau waren.